# Бакум
Бакум (нім. Bakum) — громада в Німеччині, розташована в землі Нижня Саксонія. Входить до складу району Фехта .
Площа — 79 км2. Населення становить 6577 ос. (станом на 31 грудня 2021).